# Leo Gerstenzang
Leo Gerstenzang (né le 3 juin 1892 à Varsovie – mort le 31 janvier 1961) est un Polonais naturalisé américain, inventeur du coton-tige,.

## Biographie
Leo Gerstenzang, né à Varsovie, alors dans l'Empire russe, émigre en 1912 à Chicago. Entre 1918 et 1919 il revient en Europe en tant que représentant de l'American Jewish Joint Distribution Committee. Il retourne ensuite aux États-Unis, devient citoyen américain le 29 septembre 1919 et s'installe à New York avant 1921.
Il existe de nombreuses anecdotes sur la façon dont Gerstenzang aurait eu l'idée d'inventer le coton-tige. Selon l'une d'elles, un jour de 1923, Leo Gerstenzang regardant sa femme coller du coton sur un cure-dent pour nettoyer les oreilles de leur bébé, inventa le coton-tige. Par la suite il fonda sa société, baptisée Infant Novelty Company, afin d'introduire son produit sur le marché. En 1926 il en changea une première fois le nom en Q-Tips Baby Gays, puis une deuxième fois en Q-Tips,.
Une des bibliothèques de l'université Brandeis porte le nom de l'inventeur qui a cofinancé sa création.